# Замыцкий, Семён Степанович
Семён Степанович Замыцкий по прозвищу Шарап — дворянин московский и дипломат.
7 сентября 1538 года был послан наместником Новгорода князем Горбатым в Швецию для подтверждения договора о 60-летнем перемирии. Он вернулся из Швеции 12 июня 1539 года вместе с шведским послом Нилсом, вероятно, доставившим ратификацию договора шведским королём Густавом Васой.